# OSU-6162
OSU-6162 (PNU-96391) je jedinjenje koje deluje kao parcijalni agonist na dopaminskom D2 receptoru i na 5-HT2A receptoru. On deluje kao stabilizator dopamina na sličan način sa srodnim lekom pridopidinom, i ima antipsihotične, antiadiktivne i antiparkinsoniske efekte u životinjskim studijama. Oba enantiomera pokazuju sličnu aktivnost ali imaju različite odnose efekata, pri čemu se (S) enantiomer (-)-OSU-6162 češće koristi u istraživanjima. On ima veći afinitet vezivanja za D2 ali je slabiji parcijalni agonist na 5- receptoru, dok (R) enantiomer (+)-OSU-6162 ima veću efikasnost na  i niži afinitet za  receptoru.

## Spoljašnje veze
|  | Molimo Vas, obratite pažnju na važno upozorenje u vezi sa temama iz oblasti medicine (zdravlja). |